# Marcin de Guideto
Marcin de Guideto (XIV wiek) – niedoszły biskup warmiński.
Był członkiem zakonu krzyżackiego. Po śmierci biskupa warmińskiego Henryka Wogenapa (1334) kapituła warmińska, znajdująca się pod wpływem wielkiego mistrza krzyżackiego Lutra von Braunschweig, wybrała na następcę zmarłego Marcina de Guideto. Do objęcia diecezji potrzebne było jeszcze zatwierdzenie arcybiskupa Rygi. Elekt udał się po nie do Awinionu, gdzie - na dworze papieskim przeniesionym czasowo w związku z tzw. niewolą awiniońską - przebywał arcybiskup; nie udzielił on jednak zatwierdzenia, w obawie przed narastającymi wpływami krzyżackimi na Warmii.
De Guideto został nakłoniony przez papieża do rezygnacji; po kilkuletnim wakacie spowodowanym tymi wydarzeniami diecezję warmińską objął biskup Herman z Pragi.